# Ben Choud
Ben Choud (în arabă بن شود) este o comună din provincia Boumerdès, Algeria.
Populația comunei este de 9.985 de locuitori (2008).